# Centrovarioplana tenuis
Centrovarioplana tenuis is een platworm (Platyhelminthes). De worm is tweeslachtig. De soort leeft in het zoute water.
Het geslacht Centrovarioplana, waarin de soort wordt geplaatst, wordt de familie Centrovarioplanidae gerekend. De wetenschappelijke naam van de soort werd voor het eerst geldig gepubliceerd in 1952 door Westblad.